# Васбюттель
Васбюттель (нім. Wasbüttel) — громада в Німеччині, розташована в землі Нижня Саксонія. Входить до складу району Гіфгорн. Складова частина об'єднання громад Ізенбюттель.
Площа — 6,51 км2. Населення становить 1778 ос. (станом на 31 грудня 2021).

## Галерея

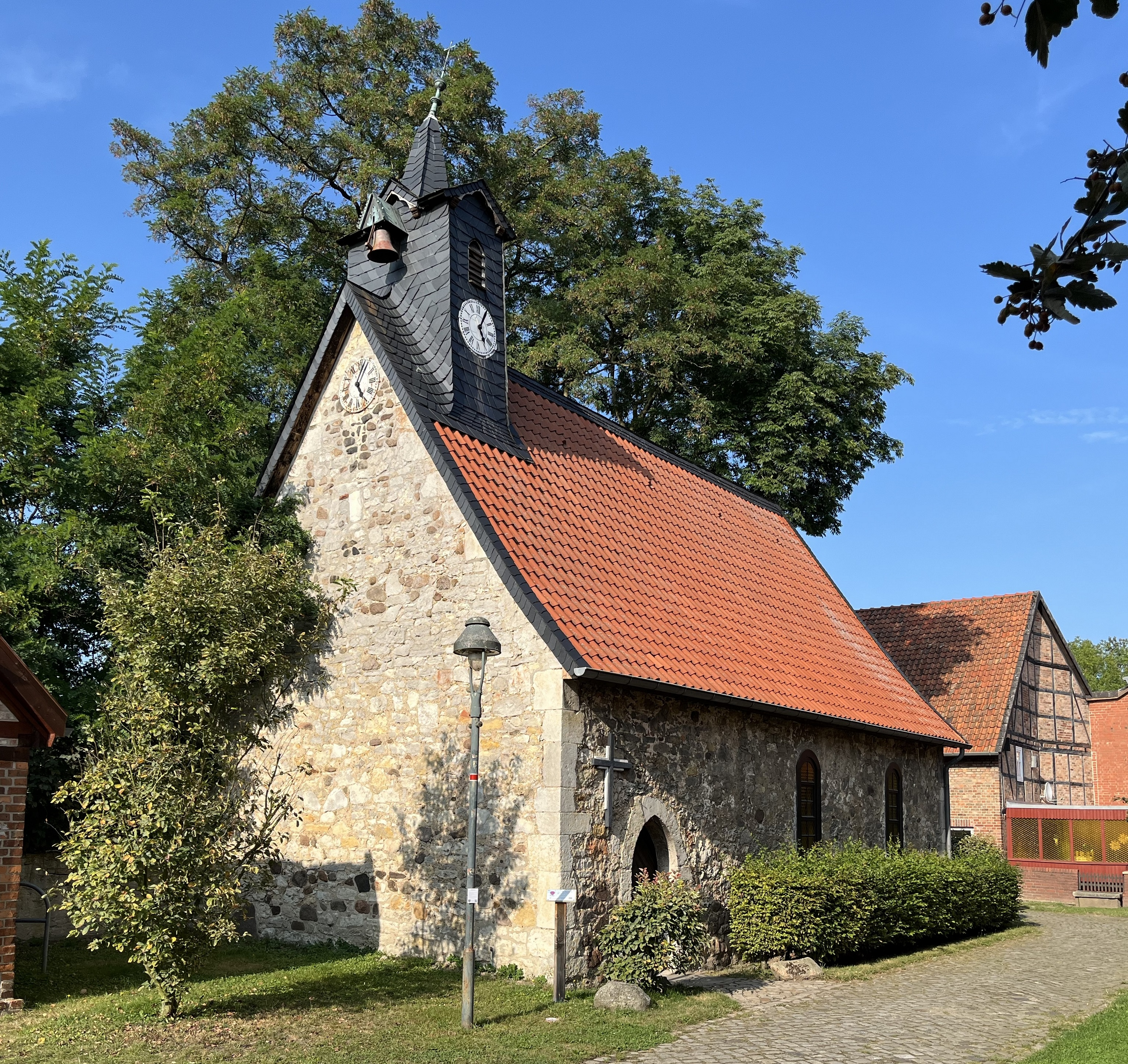
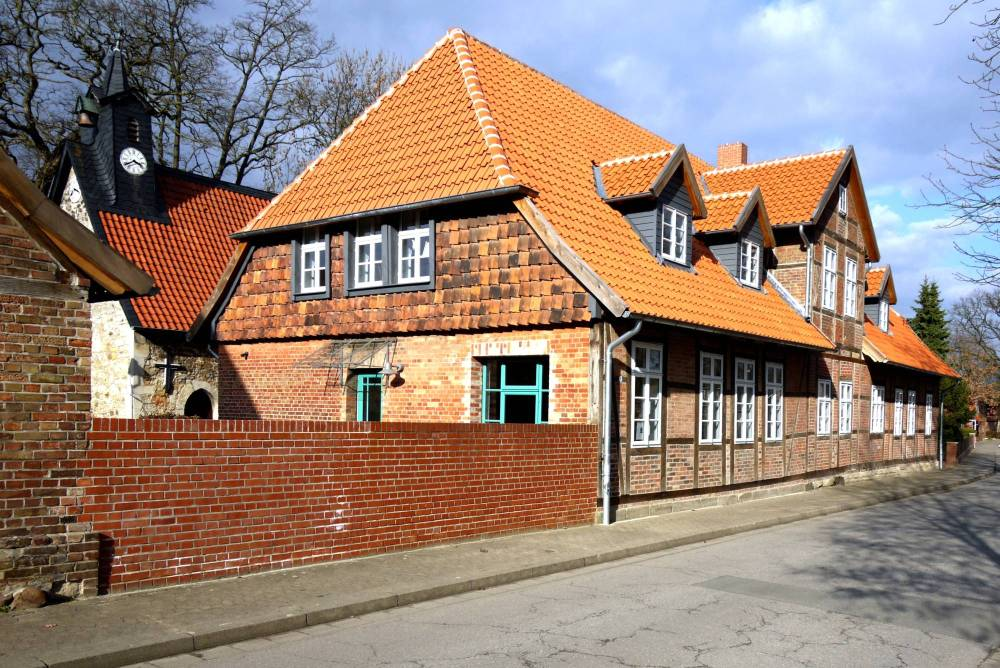
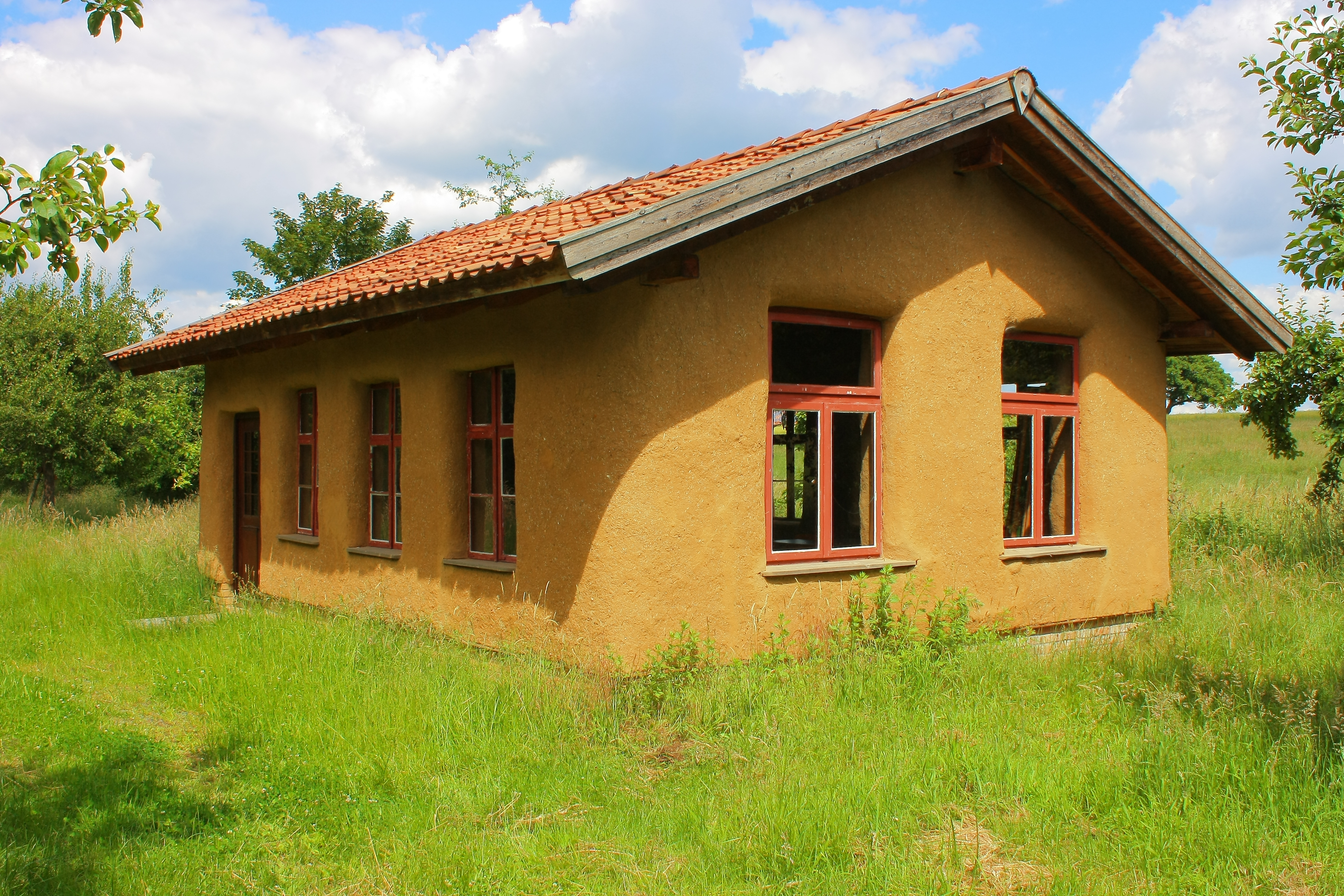